# Hallandsåstunnelen
Hallandsåstunnelen er en 8,7 kilometer lang jernbanetunnel under Hallandsåsen i Båstad i Sverige. Tunnelen kostede knap 11 milliarder svenske kroner og er Sveriges længste jernbanetunnel. Den består af to separate tunnelløb og erstatter en svingende, enkeltsporet linje fra 1885. Hastigheden er øget fra 80 til 200 km/t og kapaciteten fra fire til 24 tog pr. time.
Arbejdet med at anlægge tunnelen begyndte i 1992, men gik i stå undervejs på grund af tekniske problemer, og kom først i gang igen i 2003. Tunnelen åbnede for trafik den 13. december 2015.